# Жермен Анрі Гесс
Жермен Анрі Гесс (фр. Germain Heinrich Hess, 1802—1850) — швейцарсько-російський хімік, академік Петербурзької Академії наук (1830).

## Біографія
Народився 7 серпня 1802 року у Женеві. Був сином художника, тому все життя, окрім хімії, займався живописом.
У Росію приїхав з батьками у 1805 році; у 15 років Герман Гесс виїхав у Дерпт. Там він спершу навчався у приватній школі, потім у гімназії, котру закінчив у 1822 році.
Після гімназії навчався на медичнім факультеті Дерптского університету, де вивчав хімію у професора Готфрида Озанна. По закінченні університету у 1825 році він захистив дисертацію на ступінь доктора медицини «Вивчення хімічного складу і лікувального дії мінеральних вод Росії» (написана і видана на латині у 1825 році) і отримав за допомогою Готтфрида Озанна піврічне відрядження у лабораторію Йёнса Берцеліуса у Стокгольмі. Там Герман Гесс закінчив початий ним у університетській лабораторії аналіз хімічного складу мінералу вулканіческого походження обсидіана.
Після прибуття в Дерпт зі Стокгольма він був відряджений до Іркутська, де поєднував роботу лікаря-фахівця з різних хвороб, за участю в експедиції, що збирала мінерали досить далеко від місця його основної роботи — на схилах Уральських гір. Наукові статті, які Гесс посилав в провідні столичні журнали, привернули увагу відомих фахівців. Ретельно проаналізувавши видобуту в Іркутській губернії кухонну сіль, він показав, що її низька якість викликана присутністю сторонніх солей кальцію, магнію і алюмінію. А за прислане в Академію наук дослідження місцевих мінеральних вод Гесс в 1828 році отримав звання ад'юнкта академії. Незабаром, в серпні 1830 року, він був обраний в «екстраординарні» ад'юнкти Академії (до 1912 року це було «проміжне» звання між ад'юнктом і дійсним членом) і переїхав до Петербурга. У тому ж році він отримав кафедру хімії в Петербурзькому технологічному інституті, розробивши курс практичної і теоретичної хімії і обладнавши хімічну лабораторію; в 1831—1833 роках був в інституті інспектором класів. У травні 1834 року М. І. Гесс був обраний ординарним академіком.
У січні 1832 року Гесс був призначений ординарним професором хімії і технології у Головний педагогічний інститут і у листопаді того ж року зайняв кафедру хімії у Гірському інституті, де ввів систематичні заняття по аналітичній хімії, на котру у інституті майже не звертали уваги, і невдовзі домігся того, що хімія стала тут одним з головних предметів викладання.
З 1832 по 1836 роки Герман Гесс навчав основам технології і хімії майбутнього імператора Олександра II.
Також, з 1838 року він викладав у Артилерійському училищі, відкривши у 1839 році новий офіцерський клас для практичних робіт з аналітичної хімії.
Поряд з хімічними дослідженнями, Гесс займався літературною діяльністю. У Петербурзі він подружився з Володимиром Федоровичем Одоєвським. Разом вони друкувалися в журналі «Соврємєннік». Гесс намагався популяризувати хімію як науку в Росії.
Головним чином Гесс відомий як один з основоположників термохімії. Задовго до М. Бертло і Ю. Томсена представив положення, відповідно до якого мірою хімічної спорідненості можуть бути величини теплових ефектів реакції (1840). У тому ж році відкрив закон сталості сум тепла (закон Гесса). У 1842 році встановив правило термонейтральності, згідно з яким при змішуванні сольових розчинів не відбувається виділення тепла. Встановив, що при нейтралізації 1 моля еквівалента будь-якої сильної кислоти сильною основою завжди виділяється однакова кількість тепла (13,5 ккал). Відкрив і потім визначив (в 1830—1834 роках) склад чотирьох нових мінералів — фольбортита, вертіта, гідробораціта і уваровіта. Запропонував в 1833 році спосіб отримання телуру з телуриду срібла — мінералу, який був їм вперше вивчений.
Герман Гесс також багато працював в області геохімії, вивчав ряд природних мінералів (один з яких, теллурід срібла, в його честь названий гесситом), склад бакинської нафти.
Герман Гесс займався питаннями методики викладання хімії. Його підручник «Підстави чистої хімії» (1831 рік) був перевиданий сім разів (останнє — в 1849 році). У цьому підручнику вчений використовував розроблену ним російську хімічну номенклатуру. Під назвою «Короткий огляд хімічної номенклатури» вона вийшла окремим виданням в 1835 році (в роботі якої брали також участь С. А. Нечаєв з Медико-хірургічної академії, М. Ф. Соловйов з Петербурзького університету і П. Г. Соболевський з Гірського інституту). Потім ця номенклатура була доповнена Дмитром Івановичем Менделєєвим і багато в чому збереглася до наших днів.
У 1840-х роках Гесс за дорученням російського уряду займався питаннями спиртометром. Йому належить конструкція спиртометра, яка протягом багатьох років використовувалася в Російській імперії; міцність напоїв вимірювалася в градусах по Гессові, нульовою точкою відліку шкали був полугар (38 % спирту за об'ємом).
У 1847 році Г. І. Гесс прийняв російське підданство. За станом здоров'я він був змушений в 1848 році залишити професуру в Головному педагогічному інституті, а в наступному році він залишив артилерійське училище і їздив на південь Росії для огляду щойно основаних там цукрових заводів.
Помер 30 листопада (12 грудня) 1850 року в Санкт-Петербурзі. Похований на Смоленському лютеранському кладовищі в Санкт-Петербурзі.

## Адреси в Санкт-Петербурзі
- 1830 — 30.11.1850 року — Миколаївська набережна, 1.